# Habitancum

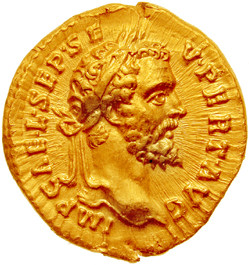
Münzporträt des Septimius Severus

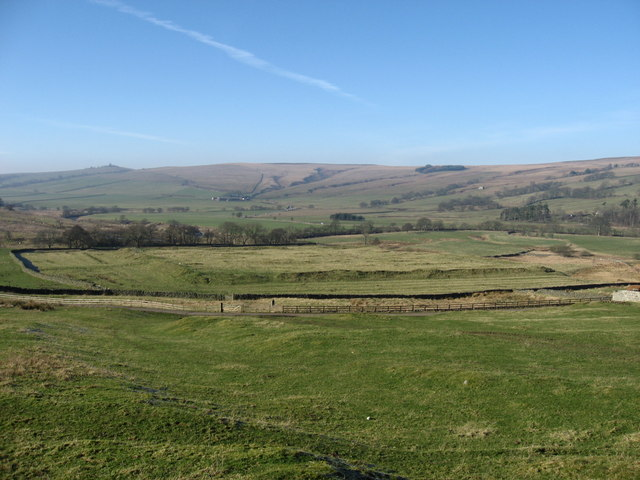
Kastellareal, Ansicht von Ost

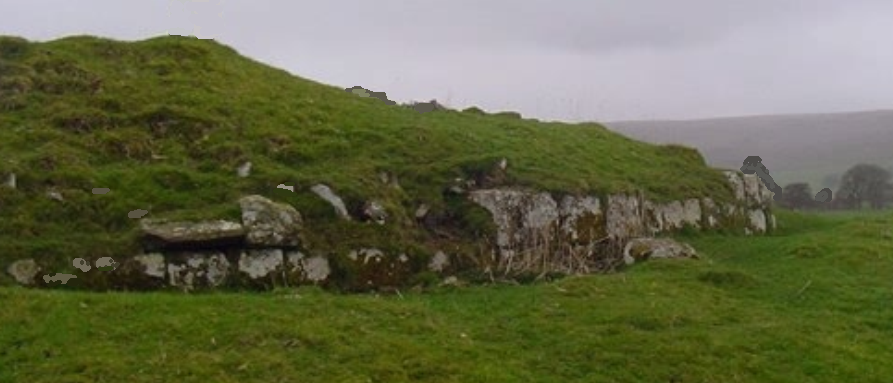
Mauerrest der NO-Ecke

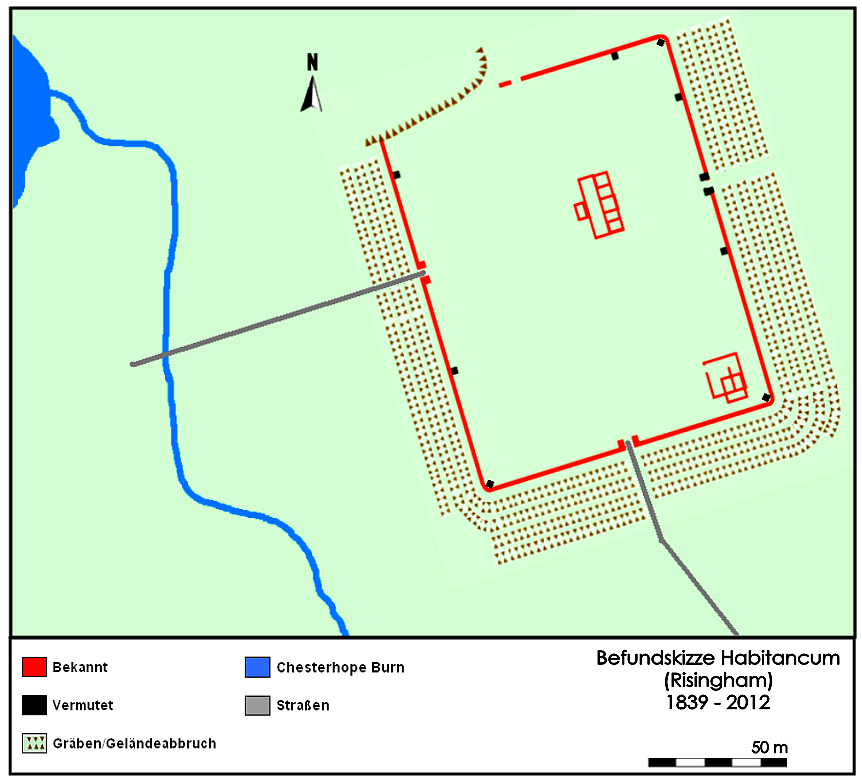
Befundskizze Steinkastell

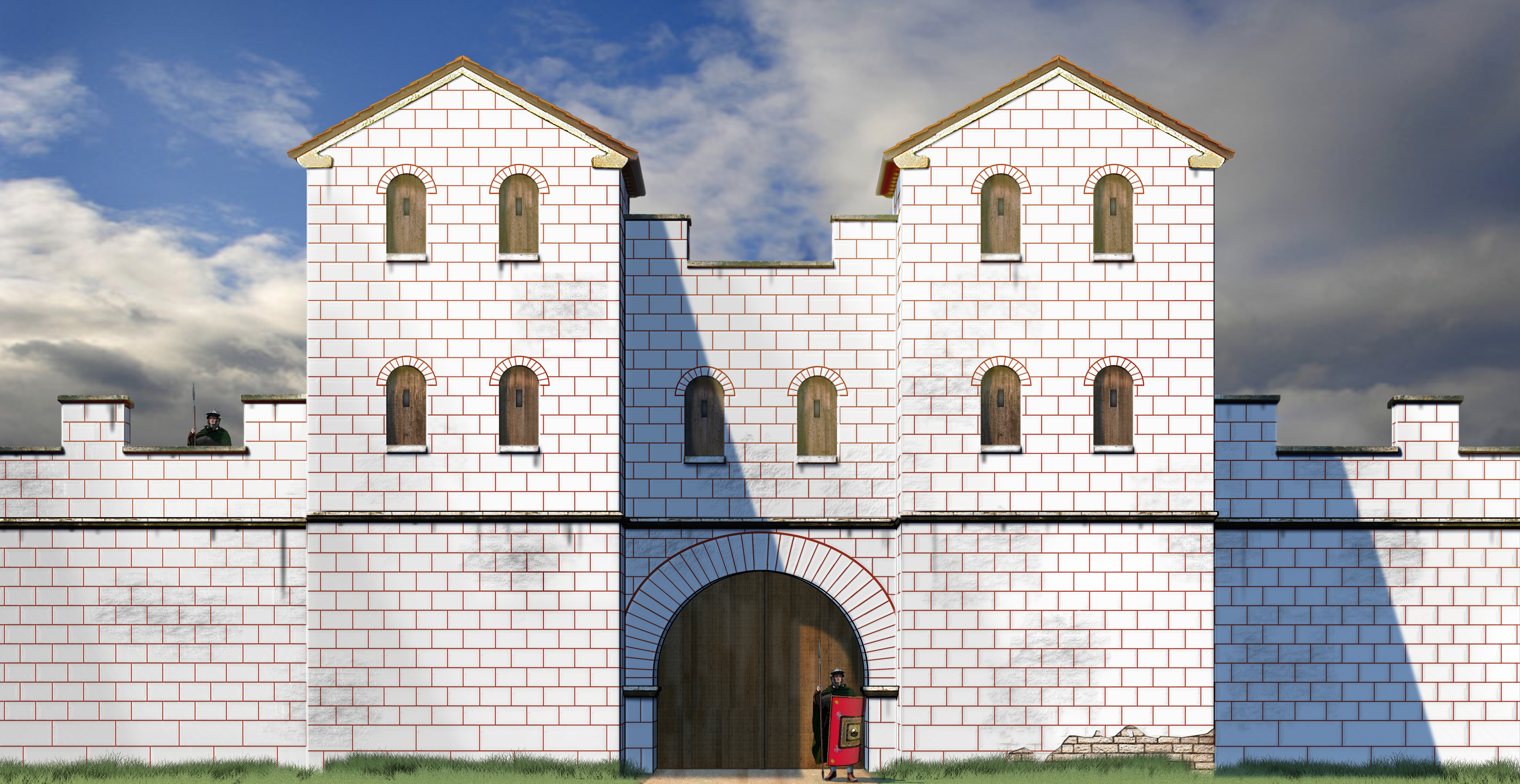
Rekonstruktionsversuch des Nordtores von Kastell Favianis (Mautern an der Donau), so ähnlich könnte auch das Südtor von Habitancum ausgesehen haben

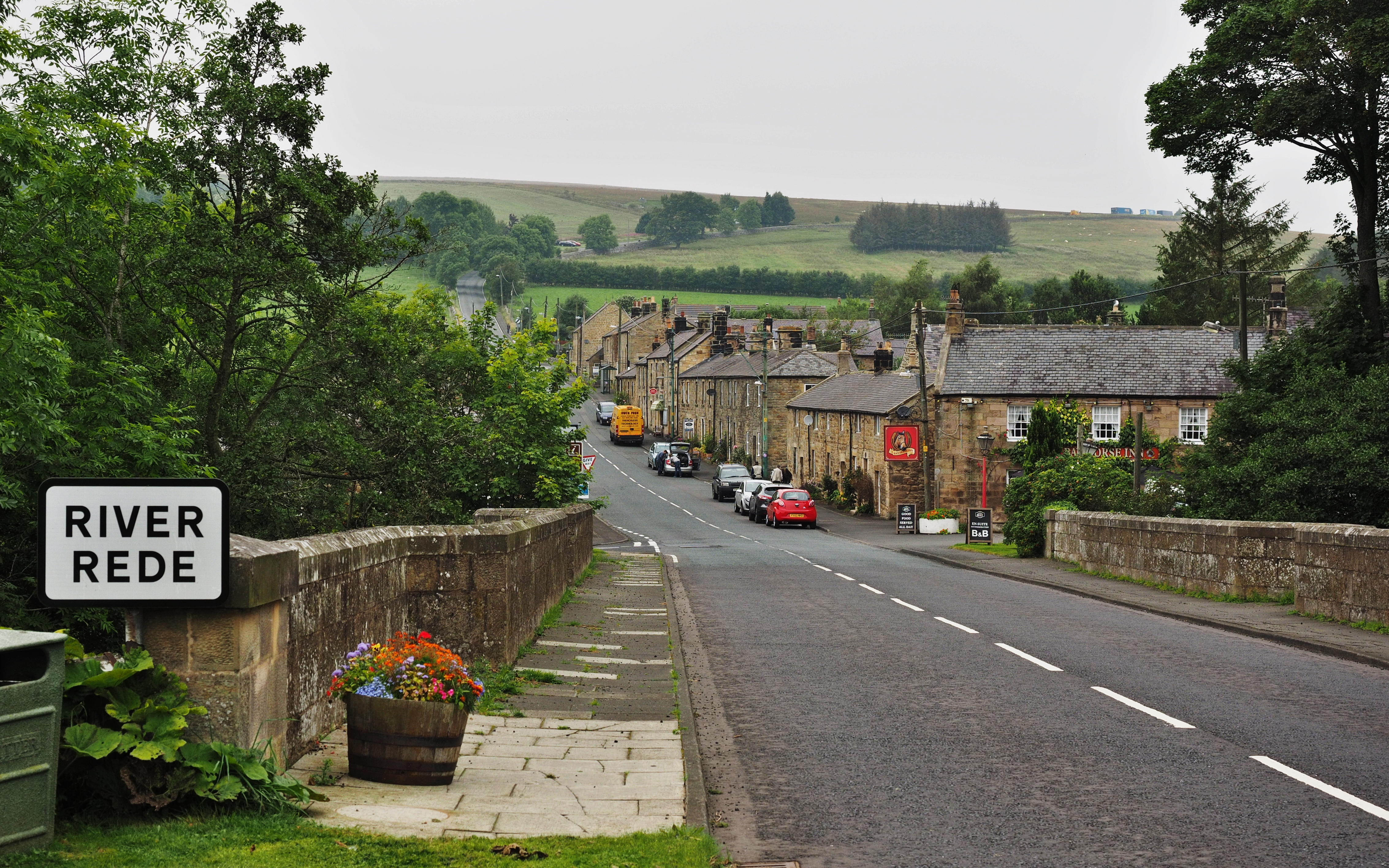
West Woodburn, Brücke über den Rede

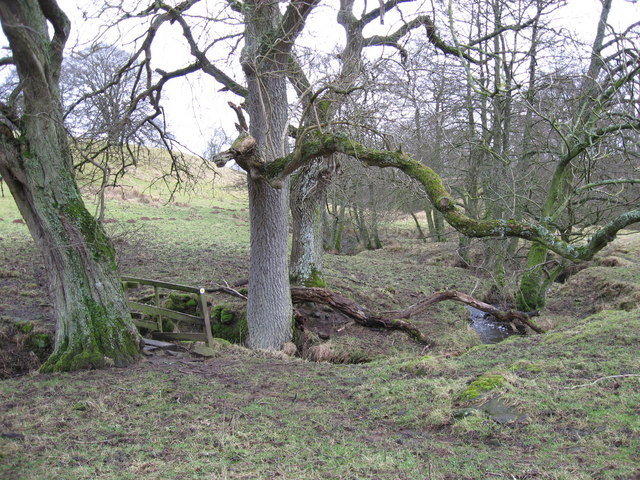
Chesterhope Burn nahe Ridsdale

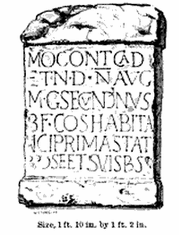
Mogoninschrift des Marcus Gavius Secundinus

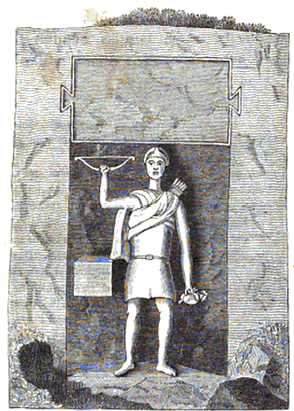
„Robin of Risingham“, Abzeichnung a.d. 18. Jahrhundert

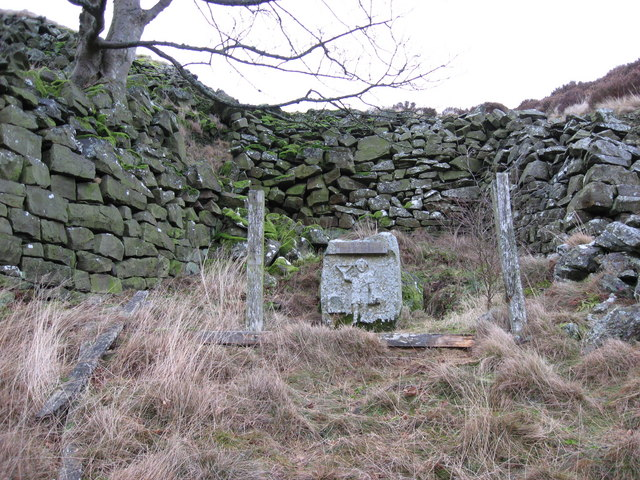
Replik des Steinrelief am Originalstandort

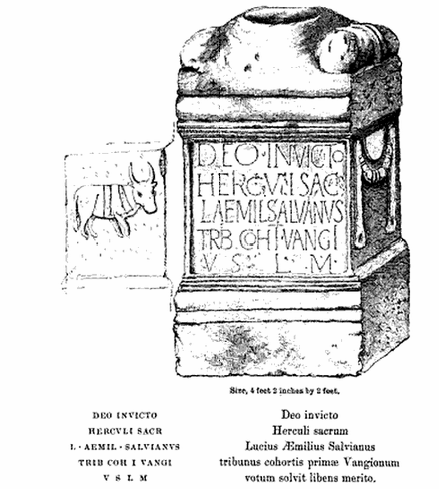
Herkulesaltar des Tribunen L.A. Salvianus

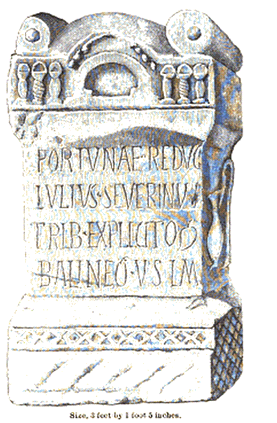
Fortunaaltar des Julius Severinus

Habitancum war ein römisches Hilfstruppenkastell auf dem Gebiet der Gemeinde (Parish) Corsenside/Hamlet Risingham, County Northumberland, England.
Es war Teil der aus insgesamt fünf Kastellen bestehenden Vorfeldsicherung des Hadrianswalls und stand an einer römischen Fernstraße, die bis weit in den Norden Caledonias führte. Das Kastell spielte wohl auch eine wichtige Rolle als Ausgangs- und Rückzugsbasis bei Feldzügen der römischen Armee in den Norden. Das frühe Holz-Erde-Kastell wurde unter Kaiser Antoninus Pius errichtet und im späten 2. Jahrhundert zerstört. In der Regierungszeit des Septimius Severus in Stein wieder aufgebaut, brannte es im späten 3. Jahrhundert erneut nieder. Im frühen 4. Jahrhundert noch einmal instand gesetzt, wurde es am Ende des Jahrhunderts endgültig verwüstet und von den Römern aufgegeben. Zum Lager gehörte mit ziemlicher Sicherheit auch eine größere Zivilsiedlung und ein Gräberfeld. Sein Areal birgt für zukünftige Ausgrabungen wohl noch zahlreiche bedeutende archäologische Funde, die neue Einblicke in das Leben an der äußersten Randzone des römischen Britanniens bieten werden.

## Name
Das Kastell wird in drei antiken Schriftquellen erwähnt. Bei einer handelt es sich um einen im Fluss Rede gefundenen Weihealtar, der von einem Benefiziarier gestiftet wurde (Habitanci). Auf einem Weihealtar, dem Kaiserpaar Septimius Severus und Julia Domna und den Geistern ihrer Ahnen gewidmet, wird der Ort als Habitancum bezeichnet. Er ist weiters in der Ravenna-Kosmographie des Geographen von Ravenna (7. Jahrhundert), ebenfalls als Habitancum, aufgelistet. Die Etymologie des lateinischen Ortsnamens ist unsicher. Er scheint aus zwei Teilen zu bestehen: dem römischen Namen Habitus, dessen Bedeutung unklar ist, aber möglicherweise auf ein Clanoberhaupt oder einem Grundbesitzer zurückgeht oder auch für eine ganze Gruppe steht (wie das angelsächsische ingas, ‚Leute‘). Das Cognomen ist Avitus, neben vielen abgeleiteten Formen (Abitus, Avithus, Avittus). Die Endsilbe -ium, ist ein lateinisches Suffix, das Eigentum bezeichnet. Der Ortsname könnte daher als „Platz der Leute des Habitus“ gedeutet werden. D.h. die Festung wurde vielleicht auf Land erbaut, das ursprünglich im Besitz eines Romano-Briten gewesen sein könnte. Römische Festungen wurde für gewöhnlich nicht nach ihrem Bauherren oder ersten Kommandanten benannt.

## Lage
Das Kastell liegt 21 km nördlich von Corbridge (Coriosopitum/Coria) und 13 km südlich von High Rochester (Bremenium), der nächstgelegenen römischen Festung an der Dere Street, die bis nach Melrose (Trimontium) und zum Antoninuswall führte. Das Areal befindet sich in einer nördlichen Senke zwischen den Hügeln nahe dem Südufer des Rede, auf einem Feld westlich der heutigen A68 zwischen Corbridge und Jedburgh, etwa 800 Meter vom Weiler Woodburn, nahe der Stelle, wo die Autostraße A68 den Fluss beim Ortseingang von West Woodburn überquert, und gehört zu den Weidegründen der Broadgate Farm. Im Südwesten fließt der Chesterhope Burn am Lager vorbei und mündet unmittelbar nordwestlich in den Rede. Dort weicht die Trasse der antiken Dere-Street in Richtung Westen von der A68 ab und trifft im Norden, nach etwa 3 km, wieder auf die A68. Das Kastellareal ist heute fast 200 Meter vom Ufer des Rede entfernt, da sich sein Lauf inzwischen weiter nach Nordwesten verlagert hat. Zur Zeit der Römer waren es nur etwa 45 Meter. Der Fluss diente wohl auch als Transportweg mit dem das Kastell durch Flachbodenfrachtern mit Nachschub aus den Lagerhäusern von Corbridge versorgt werden konnte. Spuren einer römischen Brücke konnten bislang nicht entdeckt werden. Über die Dere Street war das Kastell im Norden mit den Lager in High Rochester (Bremenium), im Süden mit Halton Chesters (Onnum), dem Walldurchgang am Portgate und dem Nachschubzentrum Coriosopitum verbunden.

## Forschungsgeschichte
Viele in Risingham gemachte römische Funde wurden im 17. Jahrhundert von Robert Bruce Cotton zunächst nach Conington gebracht und später dem Jesus College in Cambridge vermacht. Teile des Kastells wurden während des 19. und 20. Jahrhunderts freigelegt. Bei Untersuchungen zwischen 1839 und 1842 wurden von Richard Shanks die Reste des Kastellbades an der Südostecke und die des Lagerhauptquartiers im Zentrum der Festung entdeckt. Nahe dem Badegebäude wurde 1844 eine Bauinschrift ausgegraben und von John Bell abgezeichnet. Das Original ist seitdem verschollen. Das Lagerhauptquartier wurde bei Grabungen in den Jahren 1840, 1849 (Robson) und 1935 freigelegt. Dabei konnte die Bauinschrift der Steinbauphase aus dem Jahr 213 geborgen werden. John Kenneth Sinclair St. Joseph fertigte in den 1960er Jahren Luftaufnahmen vom Kastellareal an. Bei Baumaßnahmen im Jahr 2004 konnte ein Bruchstück römerzeitlicher Keramik (sog. Black Coarse-Ware) aufgelesen werden. Zwischen 2009 und 2012 fanden geophysikalische Untersuchungen auf dem Kastellareal statt und enthüllten eine dichte Bebauungsstruktur. Zusätzlich wurden wieder Luftaufnahmen des Platzes angefertigt. Da das Kastellgelände nie modern überbaut wurde, dürfte eine größere archäologische Grabung noch eine Fülle von Erkenntnissen über dieses Bodendenkmal zutage fördern.

## Fundspektrum
Aus Risingham und seiner näheren Umgebung sind zahlreiche römische Inschriften (Achtzehn Altäre und sieben Widmungsinschriften) bekannt. Der antike Ortsname ist auf zwei von ihnen angegeben; Ein undatierter Altar für den Gott Mogon und eine Widmung, die zu Beginn des dritten Jahrhunderts angefertigt wurde. Fünf Altäre waren u. a. dem obersten Staatsgott, Iupiter Optimus Maximus, gewidmet. Zwei dem Iupiter Dolichenus, drei der Fortuna, drei dem Herkules, zwei dem Mars, zwei dem Mogon und noch jeweils ein Altar für Diana, Cocidius, eine lokale Gottheit, die Muttergöttinnen, die Nymphen und den Genius des regierenden Kaisers. Im Badehaus stieß man bei den Ausgrabungen von 1840 auch auf einen kleinen, aus 15 Münzen bestehenden Hortfund, die aus der Zeit von Gallienus (254) bis Claudius Gothicus (269) stammten.

### Robin of Risingham
Zu den bemerkenswertesten antiken Artefakten im Umland des Kastells zählt ein antikes, etwa 1,2 Meter hohes Sandsteinrelief, das im Volksmund „Robin of Risingham“ oder auch „Robin of Redesdale“ genannt wird. Entweder handelt es sich dabei um die Darstellung eines lokal verehrten Jagdgottes, die des römischen Gott des Waldes, Silvanus, oder des keltischen Gottes Cocidius. Die Gottheit steht wahrscheinlich neben einem Altar, trägt eine gegürtete Tunika sowie einen Köcher mit Pfeilen auf dem Rücken, über seiner rechten und linken Schulter ist ein Mantel drapiert. Er hält mit der Linken einen Bogen über den Kopf und in der rechten Hand sitzt ein kleines Tier. Es wurde erstmals im 18. Jahrhundert von John Horsley beschrieben und ist das einzige bekannte römerzeitliche Bildwerk in Northumberland, das aus einem Felsen herausgemeißelt wurde. Im 18. Jahrhundert zersprengte der damalige Grundbesitzer aus Ärger über den großen Besucherandrang den Oberteil des Reliefs mit Schießpulver. Die Unterseite mit den Beinen der Figur sind heute alles, was von dem ursprünglichen Bildwerk noch erhalten ist. Vor dem antiken Original wurde 1983 von der Redesdale Society eine Replik des zerstörten Oberteils aufgestellt.

## Entwicklung
Im Jahre 122 befahl Kaiser Hadrian, im Norden Britanniens eine Sperrmauer, verstärkt durch Wachtürme und Kastelle, vom Tyne bis zum Solway-Firth zu errichten, um die britischen Provinzen vor den ständigen Einfällen der Pikten aus dem Norden zu schützen. Der Wall wurde größtenteils durch Soldaten der drei in Britannien stationierten Legionen und der Classis Britannica errichtet. Fünf Kastelle (zwei davon sollten zusätzlich das Stammesgebiet der verbündeten Briganten sichern) lagen im Nahebereich nördlich des Hadrianswalles. Zu den Aufgaben der Besatzungen zählten zunächst die Sicherung und Überwachung der Hauptverkehrswege.
Die Anfangsphase der römischen Besetzung Risinghams liegt noch weitgehend im Dunkeln; es tauchte bis heute kein Beweis dafür auf, dass das Kastell zur selben Zeit wie der Hadrianswall erbaut wurde. Eine erste Befestigung (Holz-Erde-Kastell) wurde von einer Bauvexillation der Legio VI – erst zwischen 139 und 140 – unter Kaiser Antoninus Pius errichtet, wie eine diesbezügliche Bauinschrift annehmen lässt. Sie konnte aber bislang jedoch nicht exakt datiert werden. Bei den Ausgrabungen wurden an der Westmauer Keramikscherben aus dem frühen zweiten Jahrhundert geborgen. Wahrscheinlich diente es zur Sicherung der Okkupation der Central Lowlands bis zum Antoninuswall. Noch im 2. Jahrhundert mussten die Mauer und eines der Tore renoviert werden. Es dürfte schon am Ende des 2. Jahrhunderts (ca. 197) bei einem Einfall der nördlichen Stämme niedergebrannt und danach vorübergehend von seiner Besatzung verlassen worden sein. Es könnte sich dabei aber auch um eine geplante Räumung und Zerstörung des Stützpunktes durch seine Garnison gehandelt haben.
Unter Septimius Severus wurde die Region wieder befriedet, das Kastell mit einer Vangionenkohorte besetzt und in Stein komplett neu aufgebaut. Dies vermutlich im Zuge der großangelegten Instandsetzungsarbeiten an der Infrastruktur des Hadrianswalls zwischen 205 und 208, zur Vorbereitung für einen Feldzug des Kaisers und seiner beiden Söhne in den Norden. Ab der Herrschaft des Caracalla diente die Festung als Vorposten. Bis zur Mitte des 3. Jahrhunderts wurden Habitancum und das benachbarte Bremenium  auch mit Aufklärern (exploratores) belegt, was auf zunehmend unruhigere Zeiten schließen lässt. Habitancum wurde schon im späten 3. Jahrhundert wieder zerstört (vermutlich bei einem konzertierten Angriff der Caledonen und Maeter im Jahre 296 nach der Niederlage des Allectus). Eine dicke Brandschicht über den Fußböden der severischen Gebäude lässt annehmen, dass Habitancum zu diesem Zeitpunkt überrannt worden war. Im frühen 4. Jahrhundert, um 306, wurde es aber erneut aufgebaut. Das Lager wurde – vermutlich gegen Ende des 4. Jahrhunderts (nach den Funden zu schließen zwischen 367 und 369) – wiederum zerstört und danach endgültig aufgegeben. Dies könnte im Zuge des Rückzugs der Armee hinter die Hadriansmauer, der vielleicht schon im Jahre 312 begann (unter Konstantin I.), vonstattengegangen sein. Vielleicht auch als ein Zugeständnis für einen Friedensvertrag, der mit den nördlichen Stämmen geschlossen wurde. Das römische Oberkommando dürfte schließlich zur Einsicht gelangt sein, dass der Nutzen einer militärischen Präsenz so weit nördlich des Walls in keinem Verhältnis zum dafür notwendigen Aufwand an Material und Soldaten stand. Spätestens am Ende dieses Jahrhunderts waren auch die anderen Vorpostenkastelle aufgelassen worden.
Im Mittelalter wurde in der Kastellruine eine Siedlung gegründet. Das Lager dürfte in dieser Zeit durch Steinraub weitgehend zerstört worden sein. Eine weitere Siedlung in Risingham wird 1604 von einer gewissen Elizabeth Swan erwähnt. Ihr letzter bekannter Bewohner wanderte im Jahre 1826 ab.

## Kastell
Habitancum durchlief während seiner Nutzungsdauer drei Bauphasen.
Die einzigen Überreste der ersten, antoninischen, Phase, die bisher gefunden wurden, sind eine Ascheschicht und verkohlte Holzbalken aus dem 2. Jahrhundert unter der Westmauer des Steinkastells. Ihre Garnisonstruppe, die Cohors IV Gallorum, umfasste etwa 500 Männer. Daraus schließt man, dass das Holz-Erde-Kastell etwa eine Fläche von 1,21 Hektar bedeckt haben muss.
Das severische Steinkastell stand nicht exakt über den Grundmauern des antoninischen Holz-Erde-Lagers und war nach Westen ausgerichtet. Der einzige heute noch oberirdisch sichtbare Rest sind zwei Steinreihen des Aufgehenden (innere Höhe von 0,5–1,2 Meter, äußere Höhe von 2,5–3,5 Meter) an der NO-Ecke und einige Abschnitte der Wehrgräben, die noch an drei Seiten (West, Süd und Ost) sichtbar sind. Sie stammen aus dem frühen 3. Jahrhundert. Der nordwestliche Teil des Nordwalls wurde vom Rede abgeschwemmt. Das Kastell hatte einen langrechteckigen Grundriss mit abgerundeten Ecken, war nach NW ausgerichtet und maß 135 Meter von Norden nach Süden, 117 Meter von Osten nach Westen und bedeckte eine Fläche von knapp 1,6 Hektar. Es war von insgesamt vier Gräben umgeben. Sie sind noch auf der West- und Südseite gut sichtbar, wurden aber durch landwirtschaftliche Tätigkeiten verstümmelt. Die Kastellmauer bestand aus einem Erd- und Bruchsteinkern, verblendet mit sorgfältig behauenen Sandsteinquadern, die rückwärtig von einer aus Lehm aufgeschütteten Rampe verstärkt wurde (Breite 9–10 Meter). Sie diente gleichzeitig als Wehrgang. Stellenweise ist sie noch bis zu einer Höhe von 1,2 Metern erhalten. Der Mauersockel bestand aus an der Vorderseite schräg zugehauenen Sandsteinblöcken.

### Tore und Türme
Archäologisch nachgewiesen werden konnten das Nord-, Süd- und das Westtor. Ihre Standorte sind anhand von 8 Meter breiten Lücken in der Mauer zu erkennen. Der Standort des Osttores konnte bislang nicht lokalisiert werden. Die Wehrgräben wurden mit Erddämmen überbrückt. Eine Lücke in der Mitte des nördlichen Walles dürfte den Standort des Nordtores markieren. Solche Tore wurden normalerweise von zwei Türmen flankiert. Leichte Bodenerhebungen auf beiden Seiten des West- und Südtores markieren die Position der Tortürme. Ersteres diente als Haupttor (porta praetoria), hatte aber nur einen Durchgang. Die aus der Mauer vorkragenden Flankentürme glichen schon eher den Exemplaren der spätrömischen Militärarchitektur. Der östliche Flankenturm dürfte einmal in sich zusammengebrochen sein und wurde danach wieder aufgebaut. Der Durchgang wurde später noch weiter verengt, sodass er nur mehr für Fußgänger passierbar war. Vom Westtor, das letztmals im 4. Jahrhundert renoviert wurde, führte eine Straße über den Chesterhope Burn zur Dere Street.
Die Ecken des Kastells wurden durch innen angesetzte, rechteckige Türme gesichert. Heute sind von ihnen nur noch grasbewachsene Hügel zu sehen. Der Nordwest-Eckturm wurde durch eine Laufänderung des Rede zerstört. Die Mauern waren noch zusätzlich durch rechteckige, innen angesetzte Zwischentürme verstärkt. Von ihnen sind noch leichte Bodenerhebungen zu sehen.

### Innenbebauung
Es sind nur wenige Details der Innenbebauung bekannt. Die Umrisse einiger Gebäude sind auf der Rasenfläche im Inneren des Lagers noch gut erkennbar. Die jüngste Interpretation dieser Überreste hat gezeigt, dass die Mehrheit aber wohl aus einer nachrömischen Nutzungsphase der Festung stammt. Die Datierung ist jedoch unsicher. Das Kastell verfügte sicher neben dem Lagerhauptquartier (principia) im Zentrum und dem Badegebäude (therme) in der SO-Ecke auch über die anderen für mittelkaiserzeitliche Lager standardmäßigen Gebäude: ein oder zwei Getreidespeicher (horrea), Pferdeställe (stabula), wahrscheinlich bis zu 18 Mannschaftskasernen (centuria) und Werkstätten (fabricae).
Es gibt keine Oberflächenspuren des Badehauses in der südöstlichen Ecke der Festung mehr zu sehen. Die einzigen erkennbaren römischen Gebäudereste sind die der Principia. Diese bestehen aus einem verstümmelten Mauerzug, ein Rest des nördlichen Endes der Querhalle (Basilika). Es verfügte über ein Podium, zu dem drei Stufen hinaufführten. Weiters sind noch eine Bodenvertiefung am Fahnenheiligtum (Sacellum) und ein Pivotstein am Eingang zu sehen. Die Principia des Steinkastells entstand (laut der 1849 geborgenen Bauinschrift) um 213 und dürfte danach mindestens einmal, wahrscheinlich um 343, niedergebrannt sein. Danach wurde sie umgebaut und noch eine längere Zeit benutzt, wie starke Verschleißspuren auf den Böden und den Türschwellen induzieren. Wegen der stark exponierten Lage des Kastells stand auch das Badegebäude, trotz der hohen Brandgefahr, innerhalb der Mauern. Es wurde wahrscheinlich im späten 3. Jahrhundert zerstört, aber unter Konstantin I. zwischen 305 und 306 noch einmal renoviert. In seinen Mauern wurden zahlreiche wiederverwendete Steinfragmente (Spolien) entdeckt. In der Nähe des zentralen Intervallturmes an der Ostseite des Lagers liegt noch ein grob gearbeiteter Stein, auf dem zwei kleine quadratische Vertiefungen eingemeißelt wurden, möglicherweise Pivot- oder Dübellöcher.

## Garnison
Habitancum war vermutlich vom 2. bis zum späten 4. Jahrhundert mit regulären römischen Soldaten besetzt. Es beherbergte während seines Bestehens mehrere Kohorten der Hilfstruppen (Auxilia). Welche Einheit als erstes dort stationiert war, ist bis dato nicht bekannt. Den Namen eines Feldzeichenträgers, (signifer), Julius Victor, kennt man von seinem Grabstein. Seine Einheit wurde darauf jedoch nicht angegeben. Zur Erhebung von Abgaben und Kontrolle des Warenverkehrs auf der Dere Street wurde vom Statthalter eine Art Straßenpolizei eingesetzt. Für einen von ihnen, Marcus Gavius Secundinus, war Habitancum laut einer Altarinschrift sein erster Dienstort (prima statione) im Amt eines Beneficiarius consularis.
Folgende Einheiten stellten entweder die Besatzung des Kastells oder könnten sich für eine begrenzte Zeit dort aufgehalten haben:
| Zeitstellung           | Truppenname                                                                                                 | Beschreibung |
| ---------------------- | --- | --- |
| 2. Jahrhundert n. Chr. | Legio sextae Victrix („die sechste Legion, die Siegreiche“)                                                 | Legionäre wurden für gewöhnlich nicht zum Garnisonsdienst an der Grenze eingeteilt, sondern entsandten Spezialkräfte für die anspruchsvolleren Bauvorhaben am Hadrianswall. Die Anwesenheit von Angehörigen (Bautrupp) dieser Legion wird durch eine 1844 nahe dem Kastellbad entdeckte Bauinschrift bestätigt. Hauptquartier der Legion war Eburacum (York). |
| 2. Jahrhundert n. Chr  | Cohors quartae Gallorum (die vierte Kohorte der Gallier).                                                   | Diese teilberittene Einheit lag zur Zeit des Marc Aurel (161 - 180) in Habitancum und Bremenium und wurde ursprünglich aus Stämmen der gallischen Provinzen, im heutigen Frankreich, rekrutiert. Die Kohorte ist auf mehreren Inschriften aus Vindolanda (Chesterholm) am Stanegate, sowie aus dem dritten und vierten Jahrhundert bekannt. Sie scheint auch in der Notitia Dignitatum auf; Die Einheit dürfte ab dem zweiten Jahrhundert in Risingham gelegen haben. Die Truppe wird weiters auf zwei undatierten Grabsteinen aus Templeborough (South Yorkshire) erwähnt, das deren früherer Garnisonsort gewesen sein muss, und auf ein paar – ebenfalls undatierbaren – Weihealtären aus Camboglanna (Castlesteads) am Hadrianswall. Im Fall von Risingham wird die Einheit noch auf einer anderen undatierten Widmungsinschrift für den vergöttlichten Imperator (Altar?) und einem Grabstein erwähnt. |
| 2. Jahrhundert n. Chr. | Cohors secundae Nerviorum (die zweite Kohorte der Nervier)                                                  | Diese Einheit der gallischen Nervier wird nur auf einer einzigen – stark beschädigten – Inschrift aus Risingham erwähnt. Sie lag vorher in den Wallkastellen Segedunum (Wallsend), Brocolitia (Carrawburgh) und in Vindolanda (Chesterholm) am Stanegate. |
| 3. Jahrhundert n. Chr. | Cohors primae Vangionum milliaria equitata (die erste Kohorte der Vangionen, teilberitten, 1000 Mann stark) | Die Vangionen siedelten am Westufer des Oberrheins, um die heutige Stadt Worms und im Gebiet zwischen der Mosel und der Saar. Diese Einheit wird auf insgesamt zwölf Inschriftensteinen aus Habitancum erwähnt. Einige konnten auf den Zeitraum zwischen 205 und 217 datiert werden. Laut einer Bauinschrift vom Südtor wurde es zwischen 205 und 207 von dieser Einheit errichtet. Die Kohorte dürfte ursprünglich aus eintausend Mann bestanden haben. Es ist möglich, dass sie zur Zeit des Hadrian in zwei Vexillationen à 500 Mann (quingenary) aufgeteilt wurde. Als weitere ihrer Stationierungsorte an der Nordgrenze sind die Wallkastelle von Chesters (Cilurnum) und Benwell (Condercum) bezeugt. Die Truppe wurde offensichtlich um die Mitte des dritten Jahrhunderts in Risingham wiedervereinigt. Aus den dort aufgefundenen Inschriften sind auch Name und Rang von einigen ihrer Kommandeure bekannt. Darunter die der Tribunen Lucius Aemilius Salvianus, Iulius Victor und Aemilius Aemilianus. |
| 3. Jahrhundert n. Chr. | Numerus Exploratorum Habitancensium bzw. Exploratores Habitancenses (eine Schar Kundschafter in Habitancum) | Diese Einheit wird in drei Inschriften erwähnt. Eine davon, eine Bauinschrift, konnte auf das Jahr 209 datiert werden. Demnach erbauten ihre Soldaten, zusammen mit Angehörigen der Vangionenkohorte und den Raeti Gaesati, das Südtor. Sie wurden im Zuge der caledonischen Feldzüge des Septimius Severus nach Habitancum verlegt. Laut einer Inschrift aus dem benachbarten Kastell von Bremenium (High Rochester) war auch dort eine Vexillation dieser Einheit stationiert. In der Notitia Dignitatum scheinen noch zwei weitere Exploratoreinheiten, in Lavatris (Bowes) und an der Sachsenküste, Kastell Portus Adurni (Portchester), auf. |
| 3. Jahrhundert n. Chr. | Raeti Gaesati (rätische Speerwerfer)                                                                        | Diese Soldaten wurden ursprünglich in der Provinz Raetia (heute Bayern, Schweiz und Österreich) rekrutiert und waren u. a. mit Wurfspeeren bewaffnet. Ihre Anwesenheit in Risingham ist durch mehrere Altarsteine und eine Bauinschrift aus der Principia (mit einer Widmung an Caracalla und seine Mutter Julia Domna) bezeugt. Einer davon wurde gemeinsam mit der Vangionenkohorte gestiftet. Ein anderes Inschriftenfragment, vermutlich einst Teil eines Altars, fand sich über einer Tür der Jedburgh-Abtei, die nur wenige Kilometer von Risingham entfernt ist. Der Stein wurde wahrscheinlich aus dem Kastell dorthin verschleppt. Von ihm ist auch der Name und Rang eines ihrer kommandierenden Offiziere bekannt, der Tribun Julius Severinus. |

## Marschlager
In der näheren Umgebung von Risingham standen auch drei temporäre Marschlager, zwei davon am Swine Hill/Four Laws.
| Ort           | Beschreibung |
| ------------- | --- |
| Swine Hill I  | Die Befestigung lag direkt an der Dere Street, etwa 60 Meter westlich der heutigen Autostraße (Dere Street) und 4 km südöstlich des Kastells von Risingham. Das frühere (größere) der beiden Lager hatte einen quadratischen Grundriss, maß etwa 168 Meter (Ost-West) × 174 Meter (Nord-Süd), bedeckte damit eine Fläche von 2,4 ha und überlagerte im Osten die Trasse der Dere Street. Der Nordwall ist noch bis zu einer Höhe von 0,5 bis 0,9 Meter hoch erhalten. Die Tiefe des äußeren Wehrgrabens variiert dort zwischen 0,2 und 0,4 Meter. Die Ostmauer steht zum größten Teil noch bis zu 0,9 Meter hoch. Der Graben auf dieser Seite ist noch 0,2 oder 0,4 Meter tief. Die Südmauer ist am besten erhalten und erreicht an einigen Stellen noch eine maximale Höhe von 1,1 Metern. Der Graben ist hier noch bis zu 0,4 Meter tief. Die Westmauer ist dagegen nur mehr 0,5 Meter hoch erhalten. Vom Graben ist dort nichts mehr zu sehen. An mehreren Stellen auf der Nord-, Süd- und Ostseite sind am Innenrand der Erdrampe kleine Ausbuchtung zu sehen, wohl eine Art Plattform. Sie messen 2,5 Meter im Durchmesser und sind noch bis zu 0,4 Meter hoch. Sieben von ihnen befinden sich südlich des Osttores. Wofür sie verwendet wurden, ist noch unklar. Das Kastell verfügte über drei Tore, die durch eine Erdschanze (sog. clavicula) gesichert waren. Solche Lagereingänge konnten ab der Regierungszeit des Vespasian (69 bis 79 n. Chr.) nachgewiesen werden. Eine Verlängerung des Lagerwalls wurde dabei bogenförmig um den Toreingang geführt, um zu verhindern, dass Angreifer direkt ins Lagerinnere vorstoßen konnten. Der Durchgang wurde zusätzlich durch eine Reihe von tribuli, hölzerne spanische Reiter, blockiert und streng bewacht. Sie lagen zentral an der Ost-, der Nord- und der Südseite. Im Westen konnte keines nachgewiesen werden. Auch sie sind außerordentlich gut erhalten; Das Erdwerk des Nord- und Südtors steht noch bis zu einer Höhe von 0,8 Metern. Das des Osttors erreicht noch eine Höhe von 0,7 Metern. |
| Swine Hill II | Das zweite Lager war in der nordöstlichen Ecke von Swin Hill I eingebaut worden. Die Verteidigungswälle des Vorgängerbaues wurden dafür im Norden und Osten wiederverwendet. Die Wälle waren allerdings sehr viel schwächer konstruiert und sind teilweise noch bis zu einer Höhe von 0,4 Meter hoch erhalten. Die Abmessungen dieses Lagers betrugen etwa 60 × 60 Meter, es bedeckte damit eine Fläche von 0,3 ha. An der Dere Street wurde auch ein römischer Meilenstein aus dem 4. Jahrhundert, aus der Regierungszeit des Galerius (305–311), südlich der Marschlager bei Waterfalls, entdeckt. Es hatte nur zwei Tore, sie durchbrachen beide den östlichen Wall und waren als sogenannte Titulumtore ausgeführt. Charakteristisch für solche Tore ist ein zusätzlich aufgeworfener Erdwall mit einem (noch 0,3 Meter tiefen) Spitzgraben vor dem Eingang. Das Südtor ist am besten erhalten geblieben. Sein Erdwerk erreicht noch eine Höhe von 0,4 Metern, der davorliegende Graben ist noch 0,2 Meter tief. An den anderen Seiten der Befestigung scheint es keine Tore gegeben zu haben. |
| West Woodburn | Dieses Marschlager befand sich 1,6 km nordöstlich des Kastells auf einem Acker bei West Woodburn im Taleinschnitt von Redesdale. Es wird an drei Seiten vom Fluss Rede umflossen. Nachgewiesen werden konnte nur der Verlauf der Nord-, West- und Ostseite, zusammen mit der nordöstlichen, südöstlichen und nordwestlichen Ecke. Der südwestliche Teil des Lagers wurde durch die jahrhundertelange landwirtschaftliche Nutzung des Areals zerstört. Das Lager bedeckte mutmaßlich eine Fläche von 11 ha. Vermutlich waren dort an die dreitausend Mann untergebracht. Es scheint ebenfalls einen standardmäßigen quadratischen Grundriss mit abgerundeten Ecken (Spielkartenform) gehabt zu haben. Betreten konnte man es durch zwei Tore, zentral am Nord- und Ostwall gelegen und in Titulumbauweise ausgeführt. Der noch am besten erhaltene Nordabschnitt hat eine Länge von ca. 6,7 Metern. |

## Vicus und Gräberfeld
Die Existenz einer Zivilsiedlung und eines Gräberfelds außerhalb des Kastells wird durch die Entdeckung von sieben Grabsteinen bestätigt. Sie wurden für Zivilisten und Soldaten gesetzt. Die Siedlung umgab das Lager vermutlich im Westen, Osten und Süden, wurde aber bis dato nicht erforscht.

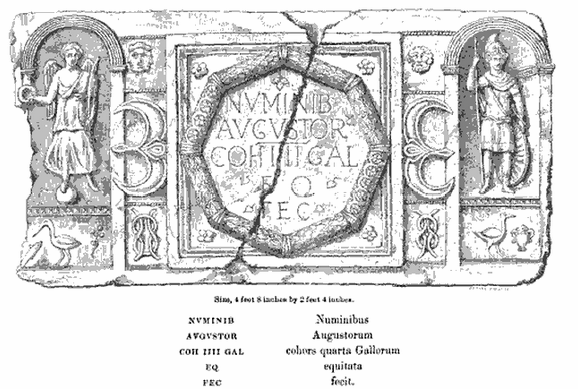
Altarinschrift für den vergöttlichten Kaiser, gesetzt von der Cohors IIII Gallorum, 2. Jahrhundert n. Chr.